# Горбанівський (струмок)
Горбанєвський — струмок в Україні, у Путильському районі Чернівецької області, лівий приплив  Сучави (басейн Дунаю).

## Опис
Довжина струмка приблизно 4 км. Формується з багатьох безіменних струмків.

## Розташування
Бере початок на південному сході від Верхнього Яловця. Тече переважно на  південний схід через село Шепіт і в ньому впадає у річку Сучаву, праву притоку Серету. 
Струмок перетинає автомобільна дорога Т 2632.